# Neolamprologus tretocephalus
Neolamprologus tretocephalus е вид лъчеперка от семейство Цихлиди (Cichlidae).

## Разпространение
Видът е разпространен в Бурунди, Демократична република Конго и Танзания.